# Cromwell (film)
Cromwell este un film dramatic istoric britanic din 1970, regizat de Ken Hughes⁠(d) după propriul scenariu. Este inspirat din viața lui Oliver Cromwell, care a ajuns să conducă forțele militare ale Parlamentului în ultima parte a Războiului Civil Englez și, în calitate de Lord Protector⁠(d), a condus Marea Britanie și Irlanda în anii 1650. Filmul are o distribuție numeroasă, printre care se disting Richard Harris în rolul lui Cromwell, Alec Guinness în rolul regelui Carol I, Robert Morley în rolul lui Edward Montagu, al doilea conte de Manchester, și Timothy Dalton în rolul prințului Rupert al Rinului.
Filmul a obținut două nominalizări la Oscar în cadrul celei de-a XLIII-a ediții a Premiilor Academiei Americane de Film, care a avut loc în 1971, câștigând premiul pentru cele mai bune costume (Vittorio Nino Novarese⁠(d)), dar pierzând premiul pentru cea mai bună muzică originală, compusă de Frank Cordell⁠(d). A fost, de asemenea, nominalizat la un premiu BAFTA pentru cele mai bune costume și la un premiu Globul de Aur pentru cea mai bună muzică originală. La ediția a VII-a a Festivalului Internațional de Film de la Moscova, care a avut loc în 1971, a câștigat premiul pentru cel mai bun actor (Richard Harris) și a fost nominalizat la Premiul de Aur pentru cel mai bun film (Ken Hughes). Filmul a avut parte de recenzii critice negative pentru existența a numeroase inexactități istorice; cu toate acestea, au fost lăudate interpretările (în special Harris și Guinness), muzica și costumele.

## Distribuție
- Richard Harris — Oliver Cromwell, ofițer de cavalerie, general al New Model Army⁠(d) și Lord Protector⁠(d)
- Alec Guinness — regele Carol I
- Robert Morley — contele de Manchester, comandantul forțelor militare parlamentare.
- Dorothy Tutin⁠(d) — regina Henrietta Maria, soția catolică franceză a regelui Carol I și mama prințului Carol.
- Frank Finlay — John Carter
- Timothy Dalton — prințul Rupert al Rinului, nepotul lui Carol I și comandant al cavaleriei regale. Cea care i-a oferit acest rol lui Dalton, în vârstă de 24 de ani la acea vreme, a fost directoarea de casting Maude Spector, cunoscută pentru activitatea sa la filmul Lawrence al Arabiei.
- Patrick Wymark⁠(d) — contele de Strafford, un consilier principal al regelui Carol I după întoarcerea în Anglia.
- Patrick Magee⁠(d) — Hugh Peters⁠(d), un predicator.
- Nigel Stock⁠(d) — Sir Edward Hyde, consilierul odată loial lui Carol I. Un om simpatic, dar conflictual, el se întoarce în cele din urmă împotriva regelui atunci când acesta din urmă pretinde că acceptă termenii de pace, dar intenționează de fapt să reia războiul împotriva Parlamentului.
- Charles Gray — contele de Essex, Lord General al New Model Army.
- Michael Jayston⁠(d) — Henry Ireton⁠(d), un parlamentar bine intenționat, dar manipulator. El îl împinge pe Cromwell în diferite acțiuni, de care acesta din urmă se îndoiește inițial, dar le urmărește în cele din urmă. Căsătoria lui Ireton cu fiica cea mare a lui Cromwell, Bridget⁠(d), nu este menționată în film.
- Douglas Wilmer — Sir Thomas Fairfax⁠(d), un comandant militar corect, care se alătură lui Cromwell și forțelor parlamentare, dar continuă să arate un anumit respect pentru rege.
- Geoffrey Keen⁠(d) — John Pym⁠(d), liderul Parlamentului cel Lung.
- Stratford Johns⁠(d) — președintele Bradshaw, judecător și președinte al Tribunalului în timpul procesului regelui.
- Ian McCulloch⁠(d) — John Hampden⁠(d), un lider parlamentar și unul dintre cei cinci parlamentari pe care regele a încercat să-i aresteze.
- Patrick O'Connell⁠(d) — John Lilburne⁠(d), un politician egalitarist („Leveller”) englez.
- Anna Cropper⁠(d) — Ruth Carter: soția lui John Carter.
- Jack Gwillim⁠(d) — generalul Byron, un susținător regalist
- Anthony May⁠(d) — Richard Cromwell, fiul lui Oliver Cromwell, care i-a urmat ca Lord Protector.
- Richard Cornish — Oliver Cromwell II, fiul lui Oliver Cromwell.
- Stacy Dorning⁠(d) — Mary Cromwell⁠(d), fiica lui Oliver Cromwell.
- Zena Walker⁠(d) — Elizabeth Cromwell⁠(d), soția lui Oliver Cromwell și matriarha familiei Cromwell.
- Robin Stewart⁠(d) — prințul Carol, fiul și succesorul lui Carol I și viitorul rege al Angliei, atunci când s-a întors din exil.

Versiunea finală a filmului Cromwell avea 180 de minute, dar a fost redusă la 141 de minute, fiind eliminate o serie de roluri în acest proces, inclusiv cele interpretate de Felix Aylmer⁠(d) (în filmul său final) ca un arhiepiscop și Bryan Pringle⁠(d). Tony Caunter, George A. Cooper⁠(d) și Peter Bennett⁠(d), trei actori englezi proeminenți, au fost, de asemenea, excluși din film după producție.

## Producție
În 1960 Hughes a citit biografia Oliver Cromwell a lui John Buchan și mai multe cărți înainte de a face un tur prin Anglia și de a face o serie de cercetări în diferite situri istorice, muzee și arhive. În septembrie 1960 Warwick a achiziționat drepturile de ecranizare a cărții lui Buchan, iar Hughes a fost anunțat ca scriitor și regizor. În următorii ani s-a raportat că Peter Finch și Tony Hancock⁠(d) au fost luați în considerare pentru rolul principal înainte ca Richard Harris să fie distribuit în sfârșit în anul 1968.
Hughes a scris inițial scenariul în 1961. Richard Harris a vrut să joace rolul principal, deoarece i-a plăcut scenariul, dar finanțatorii filmului nu l-au acceptat deoarece nu îl considerau un star suficient de mare la acea vreme. Finanțatorii doreau ca rolul principal să fie interpretat de Charlton Heston, dar Hughes credea că actorul american nu ar fi potrivit. (Heston a scris în jurnalul său pe 2 noiembrie 1961 că a refuzat „scenariul Cromwell al lui Warwick.”)
Hughes a încercat să-l determine pe Richard Burton să citească scenariul, dar Burton nu a fost interesat.
În februarie 1969 s-a anunțat că Hughes va scrie scenariul și că va regiza filmul pentru Irving Allen.
Cea mai mare parte a filmului a fost filmată în Anglia, dar scenele de luptă au fost filmate în Spania.
Versiunea inițială avea trei ore și 15 minute, dar Hughes a redus-o la două ore și 24 de minute.
„Cred că este cel mai bun lucru pe care l-am făcut vreodată”, a spus Hughes în 1970.

## Recepție

### Recepție critică
Filmul a avut o primire în general nefavorabilă, fiind formulate critici cu privire la existența unor inexactități istorice; au fost lăudate, cu toate acestea, interpretările celor doi interpreți principali, decorurile producției și muzica.

### Box office
Cromwell a fost unul dintre cele mai populare filme ale anului 1970 în rețeaua de cinematografe britanice.

### Premii și nominalizări
| Premiu                                         | Categorie                             | Nominalizat(i)            | Rezultat     |
| ---------------------------------------------- | ------------------------------------- | ------------------------- | ------------ |
| Premiile Oscar                                 | Cele mai bune costume                 | Vittorio Nino Novarese⁠(d) | Câștigat     |
| Premiile Oscar                                 | Cea mai bună coloană sonoră           | Frank Cordell⁠(d)          | Nominalizare |
| Premiile Academiei Britanice de Film           | Cele mai bune costume                 | Vittorio Nino Novarese    | Nominalizare |
| Fotogramas de Plata                            | Cel mai bun actor într-un film străin | Richard Harris            | locul 5      |
| Premiile Globul de Aur                         | Cea mai bună coloană sonoră           | Frank Cordell             | Nominalizare |
| Festivalul Internațional de Film de la Moscova | Premiul de Aur                        | Ken Hughes⁠(d)             | Nominalizare |
| Festivalul Internațional de Film de la Moscova | Cel mai bun actor                     | Richard Harris            | Câștigat     |